# Return of the Terrible
Return of the Terrible è un cortometraggio muto del 1902. Il nome del regista non viene riportato nei credit del film né vi appare quello di un operatore.

## Produzione
Il film fu prodotto dalla Hepworth.
Il film documenta la HMS Terrible, varata nel 1895, nave che contribuì alle operazioni militari in Sudafrica durante l'assedio di Ladysmith nel corso della seconda guerra boera. Guerra che si sarebbe conclusa il 31 maggio 1902 con la vittoria delle forze britanniche.

## Distribuzione
Distribuito dalla Hepworth, il documentario - un cortometraggio della lunghezza di trenta metri - presumibilmente uscì nelle sale cinematografiche britanniche nel 1902.
Non si hanno altre notizie del film che si ritiene perduto, forse distrutto nel 1924 quando il produttore Cecil M. Hepworth, ormai fallito, cercò di recuperare l'argento del nitrato fondendo le pellicole.